# Gero (Vorname)
Gero ist ein männlicher Vorname.

## Herkunft und Bedeutung
Gero ist althochdeutscher Herkunft (ger = Speer) oder die Kurzform von Gerold.

## Namenstag
Namenstag ist der 29. Juni.

## Namensträger

### Mittelalter
- Gero (≈900–965), Markgraf Ottos I. des Großen
- Gero von Köln (900–976), Erzbischof von Köln, Neffe Geros
- Gero von Alsleben († 979), sächsischer Graf, Neffe Geros
- Gero (Lausitz) (975–1015), Markgraf der Lausitz, Großneffe Geros
- Gero von Magdeburg († 1023), Erzbischof von Magdeburg
- Gero (Werden), 1052 bis 1059 Abt von Werden und Helmstedt
- Gero von Brehna (1020–1089)
- Gero von Halberstadt, 1160 bis 1177 Bischof von Halberstadt

### Vorname
- Gero Bisanz (1935–2014), deutscher Fußballspieler und -trainer
- Gero von Boehm (* 1954), deutscher Journalist
- Gero Bühler (* 1968), deutscher Arzt, Schriftsteller und Lyriker
- Gero Debusmann (* 1943), deutscher Richter
- Gero Dolezalek (* 1943), deutscher Jurist
- Gero Drnek (* 1960), deutscher Musiker
- Gero Erhardt (1943–2021), deutscher Kameramann und Regisseur, Sohn von Heinz Erhardt
- Gero Fischer (* 1943), deutscher Jurist und Richter
- Gero Fischer (* 1944), österreichischer Slawist
- Gero Friedrich (1900–1946), deutscher Richter und Oberbürgermeister
- Gero Friesecke (* 1964), deutscher Mathematiker
- Gero von Fritschen (* 1970), deutscher Brigadegeneral der Luftwaffe der Bundeswehr
- Gero Gandert (1929–2019), deutscher Filmwissenschaftler
- Gero Gemballa (1961–2002), deutscher Journalist und Autor
- Gero Hilliger (* 1943), deutscher Karikaturist und Zeichner
- Gero Himmelsbach (* 1965), deutscher Jurist
- Gero Clemens Hocker (* 1975), deutscher Politiker (FDP)
- Gero Hütter (* 1968), deutscher Hämatologe
- Gero Koch (1935–2012), deutscher Brigadegeneral
- Gero Körner (* 1976), deutscher Jazz- und Fusionmusiker
- Gero Kurat (1938–2009), österreichischer Mineraloge
- Gero Madelung (1928–2018), deutscher Luftfahrtingenieur, Manager und Hochschullehrer
- Gero von Merhart (1886–1959), deutscher Prähistoriker
- Gero Neugebauer (* 1941), deutscher Politikwissenschaftler
- Gero Priemel (1913–2002), deutscher Regisseur, Produzent und Drehbuchautor von Kultur- und Dokumentarfilmen
- Gero von Randow (* 1953), deutscher Journalist
- Gero von Schulze-Gaevernitz (1901–1970), deutsch-amerikanischer Ökonom und Agent im Zweiten Weltkrieg
- Gero Storjohann (1958–2023), deutscher Politiker
- Gero Trauth (* 1942), deutscher Maler, Grafiker, Porzellanillustrator und Designer
- Gero Vogl (* 1941), emeritierter österreichischer Professor für Experimentalphysik
- Gero von Wilpert (1933–2009), deutsch-baltischer Literaturwissenschaftler